# Opinião (Marabá)
O jornal Opinião, ou simplesmente Opinião, é um jornal brasileiro que circula no sul e sudeste do Pará.
Com sede em Marabá e circulação em todo o sul e sudeste do estado do Pará o periódico foi fundado em julho de 1995 pelo jornalista João Salame Neto e o publicitário Cláudio Feitosa Felipeto. 
A tiragem média do jornal é de 20 mil exemplares durante a semana, batendo o número de 31 mil aos domingos, colocando o Opinião como um dos jornais com o maior número de tiragens entre o sul e sudeste do Pará. Além da edição impressa, o Opinião contará com uma versão digital, disponível ao publico (no momento em construção). Tem sucursais em Redenção e Parauapebas. 
O Jornal ganhou notoriedade ao cobrir o conflito armado entre militantes do Movimento dos Trabalhadores Rurais Sem Terra (MST) e seguranças da Agropecuária Santa Bárbara (Grupo Opportunity) em Xinguara, onde jornalistas foram usados como escudo-humano.